# Patty Berg
Pour les articles homonymes, voir Berg.
Patricia Berg dite Patty Berg, née le 13 février 1918 à Minneapolis (États-Unis) et morte le 10 septembre 2006 à Fort Myers (États-Unis), est une golfeuse professionnelle américaine.
Considérée comme l'une des plus grandes golfeuses de tous les temps, elle détient le record de tournois majeurs remportés avec quinze succès entre 1937 et 1958. Elle intègre en 1950 le circuit LPGA dès sa création en tant que membre fondateur avec treize autres golfeuses et en devient sa première présidente (1950-1952). Parmi ses performances, elle remporte à trois reprises le classement des gains de la LPGA en 1954, 1955 et 1957, détient le record de victoires au Western Open et au Championnat Titleholders dont la première édition, et gagne la première édition de l'Open américain en 1946.
En hommage, Patty Berg est l'une des quatre premières nommées au Temple de la renommée de la LPGA en 1951. Elle est désignée sportive de l'année en 1938, 1943 et 1955 par l'agence de presse américaine Associated Press, seules Babe Zaharias, Serena Williams et Chris Evert ont obtenu plus de désignations.

## Biographie

### Enfance et jeunesse
Patty Berg naît le 13 février 1918 à Minneapolis dans le Minnesota. Son père est un marchand de céréales. Sportive dès son plus jeune âge, elle s'adonne à de nombreuses disciplines sportives tels que patinage de vitesse et le football américain, occupant dans ce dernier le poste de quaterback au sein du collège.
À treize ans, elle décide de jouer au golf sur les conseils de ses parents et confirme ses prédispositions aussitôt dans ce sport. Elle prend part à ses premières compétitions amateures et obtient peu de temps après ses premiers succès tel le Championnat de la ville de Minneapolis à ses quinze ans qui représente pour elle le déclic pour poursuivre le golf. L'année suivante, elle remporte le titre amateur de l'État du Minnesota puis intègre l'université du Minnesota. En 1935, elle atteint la finale du Championnat amateur des États-Unis disputé sur le parcours d'« Interlachen Country Club » dans le Minnesota, défaite en finale de format match-play face à Glenna Vare, et commence alors à attirer l'attention des médias et admirateurs du golf.

### Brillante carrière amateure
Entamé en 1934, sa carrière amateure prend une nouvelle dimension en 1937 en s'imposant à la première édition du Championnat Titleholders disputé sur le parcours d'« Augusta Country Club » en Géorgie. Elle perd toutefois de nouveau au Championnat amateur des États-Unis face à Estelle Lawson Page.
1938 est la saison la plus réussie depuis le début de sa jeune carrière. Elle conserve son titre du Championnat Titleholders et prend sa revanche sur Estelle Lawson Page lors de Championnat amateur des États-Unis qu'elle remporte après deux finales perdues sur le parcours du « Westmoreland Country Club ». Sa saison est émaillée de dix succès sur treize tournois disputés et l'agence de presse américaine Associated Press la désigne sportive de l'année, deuxième golfeuse à obtenir cette récompense après Virginia Van Wie en 1934, la première des trois qu'elle remporte durant sa carrière. En 1939, elle réussit la passe de trois avec un nouveau titre au Championnat Titleholders, mais ne peut pas défendre son titre de championne amateur des États-Unis  en raison d'une opération de l'appendice.
Elle compte alors 29 titres de tournois amateurs.

### 1940: passage au professionnalisme
Ses nombreux succès en amateur amènent Patty Berg à devenir golfeuse professionnelle en 1940 en contractant avec Wilson Sporting Goods, suivant les traces d'Helen Hicks (1934), Opal Hill (1938) et Helen Dettweiler (1939). Il n'existe alors pas de circuit, contraignant Petty Berg à se contenter de rencontres d'exhibition et à donne des cours de golf en lien avec l'entreprise Wilson. Elle remporte en cette année 1941 son premier Western Open devant Olga Strashun Weil. En fin d'année, sa carrière est interrompue à la suite d'un accident de voiture brisant son genou et l'éloignant de nombreux mois des parcours. Elle fructifie ce repos forcé pour se porter volontaire dans les forces armées des États-Unis via l'United States Marine Corps en pleine Seconde Guerre mondiale, y restant en réserve et occupant le poste de lieutenant de 1942 à 1945.
Elle revient au golf en 1943 alors que des craintes étaient exprimées pour savoir si elle pouvait reprendre le golf de haut-niveau. Elle s'impose en cette saison 1939

### 1950: Membre fondateur de la LPGA
En 1950, forte de son prestige, elle fonde le Ladies Professional Golf Association et son circuit professionnelle. Elle y accompagne les sœurs Alice Bauer et Marlene Bauer, Bettye Danoff, Helen Dettweiler, Helen Hicks, Opal Hill, Betty Jameson, Sally Sessions, Marilynn Smith, Shirley Spork, Louise Suggs et Babe Zaharias.

### Après carrière
Patty Berg meurt le 10 septembre 2006 des suites de complications de la maladie d'Alzheimer.

## Palmarès

### Victoires professionnelles
| N° | Date       | Circuit principal | Tournoi                  | Score           | Par  | Marge    | Finaliste                |
| -- | ---------- | ----------------- | ------------------------ | --------------- | ---- | -------- | ------------------------ |
|    | 17/01/1937 | -                 | Championnat Titleholders | 80-87-73=240    | + 3  | 3 coups  | Dorothy Kirby (a)        |
|    | 16/01/1938 | -                 | Championnat Titleholders | 78-79-77-77=311 | - 5  | 14 coups | Jane Cothran (a)         |
|    | 19/01/1939 | -                 | Championnat Titleholders | 78-78-83-80=319 | + 19 | 2 coups  | Dorothy Kirby (a)        |
|    | 1941       | -                 | Western Open             | match play      |      | 7 & 6    | Olga Strashun Weil       |
|    | 1943       | -                 | Western Open             | match play      |      | 1 up     | Dorothy Kirby (a)        |
|    | 01/09/1946 | -                 | Open américain           | match play      |      | 4 & 3    | Betty Jameson            |
|    | 21/03/1948 | -                 | Championnat Titleholders | 80-74-78-76=308 | + 8  | 1 coup   | Peggy Kirk Babe Zaharias |
|    | 1948       | -                 | Western Open             | match play      |      | 37 holes | Babe Zaharias            |
|    | 21/06/1951 | LPGA              | Western Open             | match play      |      | 2 up     | Pat O'Sullivan           |
|    | 15/03/1953 | LPGA              | Championnat Titleholders | 72-74-73-75=294 | + 6  | 9 coups  | Betsy Rawls              |
|    | 13/03/1955 | LPGA              | Championnat Titleholders | 76-68-74-73=291 | + 3  | 2 coups  | Mary Lena Faulk          |
|    | 26/06/1955 | LPGA              | Western Open             | 73-75-71-73=292 | E    | 2 coups  | Fay Crocker Louise Suggs |
|    | 17/03/1957 | LPGA              | Championnat Titleholders | 78-71-78-69=296 | + 8  | 3 coups  | Anne Quast (a)           |
|    | 28/04/1957 | LPGA              | Western Open             | 72-70-75-74=291 | - 1  | 1 coup   | Wiffi Smith              |
|    | 22/06/1958 | LPGA              | Western Open             | 75-72-71-75=293 | + 1  | 4 coups  | Beverly Hanson           |